# Enyo.js
Enyo o Enyo.js es una biblioteca o framework JavaScript de Código abierto orientada a objetos, encapsulación  y modulación. Diseñada para crear aplicaciones multiplataforma en equipos móviles, de escritorio, televisores y navegadores web. Fue desarrollada inicialmente por  Palm, empresa que luego fue adquirida por Hewlett-Packard donde se decide posteriormente publicarla bajo licencia Apache License 2.0. El proyecto es patrocinado actualmente por  LG Electronics y Hewlett-Packard.

## Librerías incluidas
- Layout: Listas, desplazamientos de pantalla, cajones, paneles.
- Onyx: basado originalmente en el estilo de HPwebOS/Touchpad pero disponible para cualquier plataforma.
- Moonstone: usado para aplicaciones LG SmartTV, pero puede ser usado en cualquier plataforma.
- Spotlight: soporta interacción con teclas, apuntadores y clicks, con controles remotos y teclados.

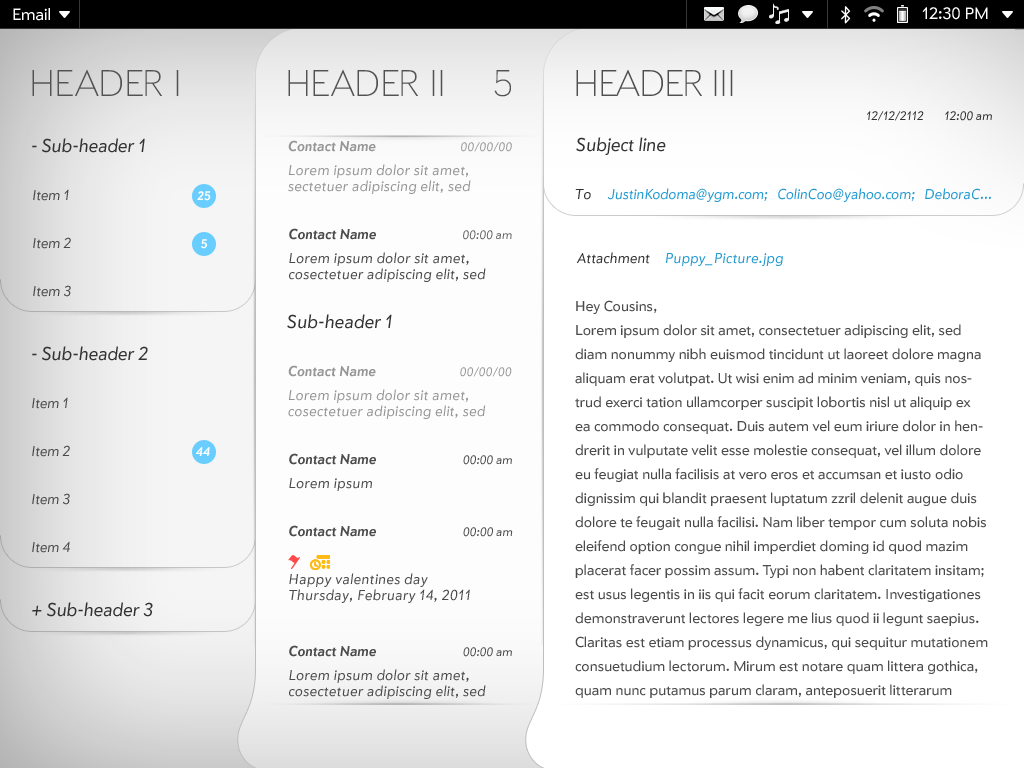
Enyo Mochi UI

- Mochi:[3] Librería de interfaz de usuario avanzada.Enyo Mochi UI Ha sido mantenida por la comunidad desde que el equipo detrás de webOS publicó como código libre esta interface abandonada de Palm/HP.[4] Esta librería no está incluida actualmente en el bootplate, pero tiene una muy buena documentación de diseño.[5]
- enyo-iLib: Librería de Internacionalización y localización, permite las funcionalidades de ilib en Enyo.[6] G11n era otra librería que es ahora obsoleta en versiones nuevas de enyo.
- Canvas
- Extra
- enyo-cordova: Librería de compatibilidad de Enyo para incluir automáticamente especificaciones de la Librería Cordoova(WIP).

## Uso
Los siguientes proyectos son desarrollados usando Enyo:
- LG Smart TV.[7][8]

- Openbravo Mobile.[9]

- xTuple ERP Web and Mobile App.[10]

Una lista parcial de aplicaciones puede ser encontrada en Enyo Apps.
Desarrolladores registrados pueden encontrarse en Enyo Developer Directora Archivado el 8 de febrero de 2014 en Wayback Machine..

## ejemplos
Este es un ejemplo del programa Hola Mundo en Enyo
```
enyo
.
kind
({

  
name
:
 
"HolaMundo"
,

  
kind
:
 
enyo
.
Control
,

  
content
:
 
'Hola Mundo!'
,

});

new
 
HolaMundo
().
write
();

```

## Plataformas soportadas
En general, Enyo puede correr sobre todas plataformas modernas basadas en estándares web, pero existen 3 niveles de prioridad dada la variedad de estas, en 2013 algunas plataformas soportadas son:
- Nivel1 Soporte con alta prioridad:

Aplicaciones para: iOS7, iOS6 (PhoneGap), Android 4+ (PhoneGap), Windows 8.1 and Phone 8 Store App, Blackberry 10 (PhoneGap), Chrome Web Store App.
Navegadores de escritorio: Chrome (latest), Safari (latest), Firefox (latest), Internet Explorer 10, IE9, IE8.
Navegadores móviles: Android 4+ Chrome, Amazon Kindle Fire y HD, iOS6, iOS5, Blackberry 10, IE10 (Windows 8, Windows Phone 8).
- Nivel 2 Soportados:

Aplicaciones para: Firefox OS (pre-release).
Navegadores de escritorio: Opera, Chrome >10, Firefox >4, Safari >5.
Navegadores móviles: Android 4+ Firefox, Android Opera Mobile, iOS4, and others.
- Nivel 3 soportado parcialmente:

Navegadores móviles: Windows Phone 7.5.
- No soportado

Navegadores de escritorio: IE8
Navegadores móviles: Windows Phone 7, BlackBerry 6, Symbian, Opera Mini

## Versions
| Release date            | Version number    | Notes |
| ----------------------- | ----------------- | --- |
| 9 de febrero de 2011    | 1.0 (HP)          | - Independiente de la resolicion, permite manejar el mismo código para Tabletas y Celulares - Funcinalidad lista para el HP TouchPad                                                                                        |
| Enero de 2012           | 1.0 (Open Source) | Liberado por HP como Código abierto bajo licenciamiento Apache 2.0 |
| 25 de enero de 2012     | 2.0b              | - primera versión beta de Enyo 2 - Enyo 1 es portado para trabajar con los ambientes web modernos, incluyendo iOS, Android, Safari, Firefox, Chrome, and IE8+                                                               |
| 18 de julio de 2012     | 2.0               | Enyo 2 version de producción |
| 30 de agosto de 2012    | 2.0.1             | |
| 26 de octubre de 2012   | 2.1               | - Soporte para Chrome ( Android e iOS6) - Temas más flexibles, localización, y nuevos widgets - Bootplate, Ejemplos y otras mejoras y correcciones                                                                          |
| 28 de noviembre de 2012 | 2.1.1             | Soporte para Kindle Fire HD e IE 10 (Windows 8, RT ) |
| 21 de enero de 2013     | 2.2               | - Soporte a Windows 8, Windows Phone 8 and BlackBerry 10 - Listas nfinitas con reordenamiento drag and drop - pequeñas mejoras y correcciones                                                                               |
| 18 de octubre de 2013   | 2.3.0-pre.10      | - Soporte para modelo MVC de desarrollo de aplicaciones - Soporte Robusto a capa de datos (Model, Collection, Source and Store) - Soporte Moonstone y Spotlight . - Estrechamente ligado al lanzamientos de los LG webOS TV |
| 5 de febrero de 2014    | 2.4.0-pre.1       | Enfocado a Enyo multiplataforma (más que la versión 2.3). |
| 11 de diciembre de 2014 | 2.5.1             | - Enfocado en rendimiento y estabilidad. - Mejoras en la capa de datos (models, collections, data sources) |